# Coppanz
Coppanz ist ein Ortsteil der Gemeinde Bucha im Saale-Holzland-Kreis in Thüringen.

## Geografie
Coppanz liegt westlich vom Stadtteil Jena-Ammerbach etwas unterhalb des Coppanzer Bergs auf einem Hochplateau, das weiter nach Westen in die Ackerebene vor Weimar übergeht. Die Böden sind aus verwitterten Muschelkalk entstanden. In Richtung Osten, also nach Jena, und auch teilweise an den Hängen zum Saaletal steht Wald. Die Landesstraße 2308 verbindet den Ortsteil über eine Verbindungsstraße mit Bucha und Jena.

## Geschichte
Die urkundliche Ersterwähnung erfolgte 1236. Ursprünglich gehörte das Dorf zum Lehensbesitz der Burggrafen von Kirchberg. Im Sächsischen Bruderkrieg (1446–1451) wurde der Ort zerstört und lag dann wüst. Im Jahre 1723 beantragten zwei Ammerbacher (Vater und Gerstner) beim Landesherrn, den Ort wieder aufzubauen. Nach Beilegung einiger Klagen von Landbesitzern der umliegenden Orte konnte man sich darauf verständigen, diese abzufinden, wurde 1725 die Genehmigung zum Wiederaufbau erteilt. Dazu wurden neben den beiden Antragstellern aus Ammerbach Ansiedlungswillige aus dem Herzogtum Weimar und darüber hinaus gesucht. Es fanden sich Leute aus Rotenstein, Bergsulza, Spielberg, Flurstedt, Guthmannshausen, Hainspitz, Droyßig, Nauendorf, Herressen, Leutra, Schkölen, Naumburg, Kaatschen und Wickerstedt, die jeweils ein Grundstück bekamen, um dort Haus und Hof zu errichten. Auch eine Schule wurde errichtet, deren Lehrer 1746 nachweisbar ist.
1812 wurde die Dorfkirche Coppanz erbaut.